# Біг-Коппітт (Флорида)
Біг-Коппітт (англ. Big Coppitt Key) — переписна місцевість (CDP) в США, в окрузі Монро штату Флорида. Населення — 2458 осіб (2010).

## Географія
Біг-Коппітт розташований за координатами 24°35′5″ пн. ш. 81°39′12″ зх. д. / 24.58472° пн. ш. 81.65333° зх. д. (24.584618, -81.653435).  За даними Бюро перепису населення США в 2010 році переписна місцевість мала площу 7,93 км², з яких 3,61 км² — суходіл та 4,32 км² — водойми. В 2017 році площа становила 4,77 км², з яких 2,99 км² — суходіл та 1,78 км² — водойми.

### Клімат
Громада знаходиться у зоні, котра характеризується кліматом тропічних саван. Найтепліший місяць — липень із середньою температурою 28.9 °C (84 °F). Найхолодніший місяць — січень, із середньою температурою 20 °С (68 °F).
| Клімат Біг-Коппітт-Кі   | Клімат Біг-Коппітт-Кі | Клімат Біг-Коппітт-Кі | Клімат Біг-Коппітт-Кі | Клімат Біг-Коппітт-Кі | Клімат Біг-Коппітт-Кі | Клімат Біг-Коппітт-Кі | Клімат Біг-Коппітт-Кі | Клімат Біг-Коппітт-Кі | Клімат Біг-Коппітт-Кі | Клімат Біг-Коппітт-Кі | Клімат Біг-Коппітт-Кі | Клімат Біг-Коппітт-Кі | Клімат Біг-Коппітт-Кі |
| Показник                | Січ.                  | Лют.                  | Бер.                  | Квіт.                 | Трав.                 | Черв.                 | Лип.                  | Серп.                 | Вер.                  | Жовт.                 | Лист.                 | Груд.                 | Рік                   |
| Середній максимум, °C   | 23                    | 24                    | 25                    | 27                    | 29                    | 30                    | 31                    | 31                    | 31                    | 29                    | 26                    | 24                    | 27                    |
| Середня температура, °C | 20                    | 21                    | 23                    | 25                    | 26                    | 28                    | 29                    | 28                    | 28                    | 26                    | 24                    | 21                    | 24                    |
| Середній мінімум, °C    | 18                    | 18                    | 20                    | 22                    | 24                    | 25                    | 26                    | 26                    | 25                    | 24                    | 21                    | 19                    | 22                    |
| Норма опадів, мм        | 47                    | 53                    | 41                    | 42                    | 99                    | 129                   | 96                    | 126                   | 165                   | 106                   | 51                    | 46                    | 1000                  |
| ----------------------- | --------------------- | --------------------- | --------------------- | --------------------- | --------------------- | --------------------- | --------------------- | --------------------- | --------------------- | --------------------- | --------------------- | --------------------- | --------------------- |
| Джерело: Weatherbase    |                       |                       |                       |                       |                       |                       |                       |                       |                       |                       |                       |                       |                       |

## Демографія
Згідно з переписом 2010 року, у переписній місцевості мешкало 2458 осіб у 1062 домогосподарствах у складі 650 родин. Густота населення становила 310 осіб/км².  Було 1413 помешкання (178/км²).
Расовий склад населення:
| - 90,4 % — білих - 4,3 % — чорних або афроамериканців - 2,1 % — азіатів - 0,2 % — корінних американців |

До двох чи більше рас належало 2,5 %. Частка іспаномовних становила 21,3 % від усіх жителів.
За віковим діапазоном населення розподілялося таким чином: 16,7 % — особи молодші 18 років, 70,5 % — особи у віці 18—64 років, 12,8 % — особи у віці 65 років та старші. Медіана віку мешканця становила 44,9 року. На 100 осіб жіночої статі у переписній місцевості припадало 120,4 чоловіків;  на 100 жінок у віці від 18 років та старших — 121,6 чоловіків також старших 18 років.
Середній дохід на одне домашнє господарство  становив 74 485 доларів США (медіана — 60 921), а середній дохід на одну сім'ю — 93 044 долари (медіана — 78 967). Медіана доходів становила 40 541 долар для чоловіків та 49 048 доларів для жінок. За межею бідності перебувало 18,9 % осіб, у тому числі 32,6 % дітей у віці до 18 років та 0,0 % осіб у віці 65 років та старших.
Цивільне працевлаштоване населення становило 1336 осіб. Основні галузі зайнятості: мистецтво, розваги та відпочинок — 18,0 %, роздрібна торгівля — 14,1 %, публічна адміністрація — 12,8 %.